# Brunswick (Maine)
Brunswick è una città degli Stati Uniti d'America, nella contea di Cumberland, nello Stato del Maine. La popolazione era di 21 172 abitanti nel censimento del 2000. Il centro fu fondato nel 1628, con il locale nome indiano di Pejescopt. Solo nel 1717 assunse l'attuale toponimo, in onore del re di Gran Bretagna Giorgio I che, fra i tanti titoli, possedeva anche quello di Duca di Brunswick-Lüneburg.